# 山本東次郎
山本 東次郎（やまもと とうじろう）は、能楽狂言方大蔵流の名跡。
山本東次郎家の成り立ちについては大蔵流および狂言#大蔵流の項を参照。

## 初世
初世 山本 東次郎 則正（しょせい やまもと とうじろう のりまさ、天保7年8月15日（1836年9月25日）- 明治35年（1902年）11月28日）、本名は山本則正。
豊後国岡藩の江戸詰藩士・赤羽保直の三男として生まれる。11歳で藩から狂言修行を命じられ宮野孫左衛門に師事、後に小松謙吉に師事。晩年に山本東を名乗る。

## 二世
二世 山本 東次郎 則忠（にせい やまもと とうじろう のりただ、元治元年8月2日（1864年9月2日）- 昭和10年（1935年）9月1日）、本名は山本泰太郎。初世の長男。
江戸に生まれる。初名は泰太郎。明治元年（1868年）豊後竹田において『金津』のシテで初舞台。埼玉県草加在の小学校に勤務したのち、水産講習所を卒業して実習生として勤めたのちに帰京し、明治31年（1898年）に家督を相続して二世東次郎を襲名。明治43年（1910年）本郷弓町に舞台を新築、昭和4年（1929年）に杉並区和田に移築した。

## 三世
三世 山本 東次郎 則重（さんせい やまもと とうじろう のりしげ、明治31年（1898年）9月26日 - 昭和39年（1964年）7月26日）、本名は山本晋（旧姓：河内）。二世の養子。
大分県竹田町の生まれ。明治40年（1907年）10月に二世東次郎に入門。翌年『田村』のアイで初舞台。大正4年（1915年）『三番三』を披く。昭和4年（1929年）東洋大学支那哲学科卒業。昭和6年（1931年）『釣狐』、昭和7年（1932年）『花子』を披く。のち二世東次郎の養子となり昭和10年（1935年）に三世東次郎を襲名。全国の学校を狂言の普及のために巡る。勲四等瑞宝章を没時受章。
長男は四世山本東次郎（1937- ）、次男が山本則直（1939-2010）、三男が山本則俊（1942-2023）。

### 著書
- 『間狂言の研究』わんや書店、1941年10月。 NCID BN10895399。全国書誌番号:46023625。
  - 『間狂言の研究』（2版）わんや書店、1953年7月。全国書誌番号:54011627。
  - 『間狂言の研究』（3版）わんや書店、1972年5月。 NCID BN15944141。

## 四世
四世 山本 東次郎 則寿（よんせい やまもと とうじろう のりひさ、昭和12年（1937年）5月5日 - ）、三世の長男、本名は山本東次郎（旧名：則寿）、
杉並能楽堂理事長、人間国宝。

### 来歴
東京都杉並区和田の生まれ。昭和17年（1942年）山本会の『痿痺』のシテで初舞台。昭和27年（1952年）『三番三』、昭和33年（1958年）『釣狐』を披く。昭和36年（1961年）國學院大學日本文学科卒業。昭和46年（1971年）『花子』を披く。昭和47年（1972年）『獅子聟』の復曲で四世東次郎を襲名。
昭和39年（1964年）文部省芸術祭奨励賞、平成4年・5年（1992年・93年）芸術選奨文部大臣賞、平成6年（1994年）観世寿夫記念法政大学能楽賞、ほか受賞多数。平成10年（1998年）紫綬褒章。平成24年（2012年）人間国宝。令和4年（2022年）、旭日中綬章受章。同年文化功労者。

### 著書
- 『狂言のすすめ』玉川大学出版部、1993年3月。ISBN 9784472094316。
- 『狂言 山本東次郎』森田拾史郎写真、東次郎の狂言を観る会企画・編集、新人物往来社、1993年6月。ISBN 9784404020178。
- 『狂言のことだま』玉川大学出版部、2002年9月。ISBN 9784472302688。
- 『山本東次郎家 狂言の面』玉川大学出版部、2003年5月。ISBN 9784472402913。

#### 共著
- 近藤ようこと『中・高校生のための狂言入門』平凡社〈平凡社ライブラリー 530〉、2005年2月。ISBN 9784582765304。
- 野村四郎と 著、笠井賢一 編『芸の心 能狂言 終わりなき道』藤原書店、2018年12月。ISBN 9784865781984。